# Nicolas Appert
Nicolas Appert (Châlons-en-Champagne, 17 novembre 1749 – Massy, 1º giugno 1841) è stato un inventore francese. A lui si deve l'invenzione del metodo per la conservazione ermetica dei cibi.

## Biografia

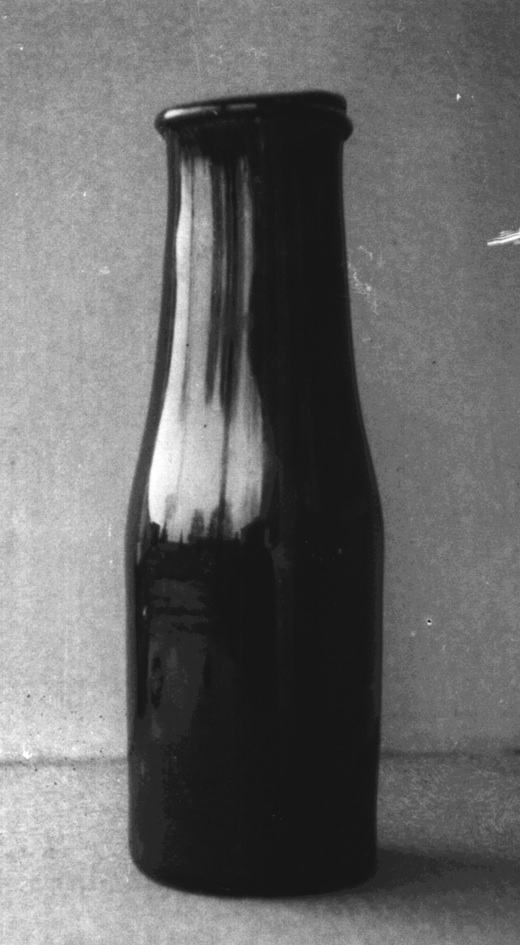
Bottiglia per conserve Appert

Appert era un venditore di dolci. Dopo anni di sperimentazioni, nel 1810 Appert presentò la sua invenzione al governo francese che gli diede la scelta fra l'iscrizione di un brevetto o un premio di 12 000 franchi. Appert scelse il premio e lo stesso anno pubblicò L'Art de conserver les substances animales et végétales. Questo fu il primo ricettario sul moderno metodo per la conservazione dei cibi tramite le bottiglie con chiusura ermetica. In seguito riempì le bottiglie con i più svariati alimenti: carne, pollame, uova, latte e piatti pronti, bastava levare l'aria e chiudere ermeticamente la bottiglia con un tappo, la bottiglia doveva essere avvolta in una tela e successivamente immersa in acqua bollente fino a quando il cibo non fosse cotto.
La "Casa di Appert" divenne la prima fabbrica di alimenti in vasi di vetro al mondo. Da ricordare che ciò accadde circa cinquanta anni prima che Louis Pasteur dimostrasse che il calore era in grado di uccidere i batteri. Il metodo di Appert era molto semplice da realizzare, si diffuse velocemente e fu sperimentato con grande successo durante le campagne napoleoniche. Nell'agosto del 1810, un inglese, Peter Durand, brevettò un suo metodo, utilizzando, questa volta, dei recipienti di stagno, realizzando l'attuale conservazione dei cibi in scatola. Nel 1812 Bryan Donkin e John Hall presero in considerazione entrambe le invenzioni e iniziarono a produrre delle conserve.